# Câmpulungeanca, Buzău
Câmpulungeanca este un sat în comuna Mărgăritești din județul Buzău, Muntenia, România. Se află în regiunea deluroasă Subcarpații de Curbură, în succesiunea de culmi a Subcarpaților Buzăului, grupa estică, cele mai apropiate fiind Cărătnăul(633 m), Chiciura și Homocioaia. Este traversat de drumul județean DJ203A,  Râmnicu Sărat - Podu Muncii.
Satul Câmpulungeanca este amintit la1526. Tradiția populară păstrează legenda potrivit căreia trei ciobani de pe Slănic s-au refugiat aici din cauza dărilor mari cerute de boierul Negropontes. Biserica "Sfântul Dumitru" a fost construita în 1745, iar Clopotnița din lemn în 1812 - 1816. Cruce de piatră ridicată "în amintirea eroilor din 1916 - 1918". Cruce memorială în amintirea eroilor celor două războaie mondiale, ridicată în 1960. Ansamblul bisericii "Sfântul Dumitru" este inclus în lista monumentelor istorice din județul Buzău și clasificat ca monument de arhitectură de interes național.